# 一个和八个
《一个和八个》是一部宣告了中国大陆第五代导演的诞生的电影作品。根据中国诗人郭小川的同名叙事长诗改编而成。被称为第五代的开山之作。
1983年，青年导演张军钊的影片《一个和八个》在北京首映。作品影片讲述在抗日战争时期，一个蒙冤的共产党员以自己的精神感召力教育了一些土匪和逃兵，使他们与八路军共同奋勇抗日。影片表现了可歌可泣的中华民族气节。战争在影片中是一种背景，突出的是战争环境中的人，他们的心灵的撞击和关系的演变。
本片的摄影张艺谋后来成为中国第五代导演的中坚力量。他在片中对光线、人物的拍摄都很出色。在拍摄上，有意造成画面不平衡，从而构成一种内在的紧张感，常用大反差的光线和黑白对比的版画式色彩，以表现人物雕塑般的力度与沉重感。

## 角色
- 陶泽如 饰 王指导员
- 陈道明 饰 锄奸科长
- 卢小燕 饰 卫生员
- 赵小锐 饰 大秃子
- 赵健文 饰 粗眉毛
- 翟春华 饰 瘦烟鬼
- 魏宗万 饰 老万头
- 辛明 饰 大个子
- 刘宏刚 饰 小狗子
- 谢园 饰 奸细

## 同名电视剧
取材于同名叙事长诗改编的中国大陆抗战题材电视剧《一个和八个》，由导演曹慧生执导，张桐、杨子姗主演，2015年首播。